# Daniela Schadt
Daniela Schadt (ur. 3 stycznia 1960 w Hanau) – niemiecka dziennikarka, partnerka życiowa prezydenta Niemiec Joachima Gaucka, w latach 2012–2017 pełniła funkcję pierwszej damy Niemiec.

## Życiorys
Schadt studiowała niemiecki, francuski i politykę na Uniwersytecie we Frankfurcie, a później od 1986 roku pracowała dla Nürnberger Zeitung, gdzie od 1992 r. była redaktorką, m.in. odpowiedzialną za politykę wewnętrzną. Od 2000 jest związana z Joachimem Gauckiem.
18 marca 2012, po tym jak Joachim Gauck został wybrany przez Zgromadzenie Federalne na prezydenta Niemiec Daniela Schadt towarzyszyła mu zgodnie z jego wolą podczas oficjalnych terminów jako pierwsza dama Niemiec.

## Odznaczenia
- Krzyż Wielki Orderu Sokoła Islandzkiego (Islandia, 2013)[4]
- Order Krzyża Ziemi Maryjnej I klasy (Estonia, 2013)[5]